# Генли, Хоуден
Джеймс Хо́уден Ге́нли (англ. James Howden Ganley; род. 24 декабря 1941, Гамильтон) — новозеландский автогонщик, участник чемпионатов мира по автогонкам в классе Формула-1.

## Биография
Родился в Новой Зеландии, после окончания школы некоторое время работал спортивным репортёром, в 1961 году переехал в Великобританию, где устроился на работу механиком в гоночной школе. В 1967 году дебютировал в автогонках Формулы-3, в 1970 году стал вице-чемпионом британской Формулы-5000 и подписал контракт основного пилота с командой Формулы-1 BRM, за которую стартовал в чемпионате мира в 1971-1972 годах, за это время четырежды приезжал в зачётной зоне и набрал 9 очков. Также в 1972 году дебютировал в гонке «24 часа Ле-Мана», где занял второе место на автомобиле Matra-Simca MS670 в экипаже с Франсуа Севером.
В 1973 году провёл сезон в команде «Вильямс». Наиболее удачным для него стал Гран-при Канады, который вошёл в историю Формулы-1 тем, что на нём впервые во время гонки был выпущен автомобиль безопасности, когда трассу засыпало обломками после аварии двух участников. На тот момент (на 35-м круге) Хоуден уже посетил боксы для смены шин, и занимал 15 место, с отставанием на круг. Но электронного хронометража в то время не было, и судьи ошибочно посчитали, что именно Генли является лидером гонки. Пока работники трека убирали обломки, на протяжении 10 кругов Iso Marlboro IR новозеландца находилась во главе гоночного пелотона. А после того как пейс-кар покинул трассу, Хоуден в попытке не пропустить вперёд других гонщиков, показывал всё своё мастерство: 

«Никогда в жизни не пилотировал так, как в тот день!»
Наградой ему стало одно очко за шестое место. Это был его последний очковый финиш в карьере пилота Формулы-1.
В начале сезона следующего года дважды стартовал на автомобиле «Марч» и позже дважды пытался пройти квалификацию на автомобиле команды «Маки». На тренировке перед Гран-при Германии на его автомобиле сломалась подвеска, Генли попал в аварию и получил травмы ног, вынудившие его завершить гоночную карьеру.
В 1974 году совместно с Тимом Шенкеном он основал фирму по производству гоночных автомобилей Tiga Race Cars и планировал создать свою команду Формулы-1, но из-за нехватки средств этот проект не был осуществлён.

## Результаты гонок в чемпионате мира Формулы-1
| Легенда к таблице |                                                                    |
| --- | ------------------------------------------------------------------ |
| В таблице перечислены результаты всех Гран-при Формулы-1, в которых принимал участие гонщик. Строками таблицы являются сезоны, столбцами — этапы чемпионата мира. В каждой клетке указаны сокращённое название этапа и результат, дополнительно обозначенный цветом. Расшифровка обозначений и цветов представлена в нижеследующей таблице. |                                                                    |
| \| Пример \| Описание \| \| ------------ \| ------------------------------------------------------------------ \| \| 1 \| Победитель \| \| 2 \| Второе место \| \| 3 \| Третье место \| \| 5 \| Финишировал, заработав очки \| \| Сход \| Не финишировал, но при этом заработал очки \| \| 12 \| Финишировал, не получив очков \| \| НКЛ \| Финишировал, но не попал в финальную классификацию \| \| 15 \| Участвовал вне зачёта, либо по отдельной классификации \| \| 18 \| Не финишировал, но попал в финальную классификацию \| \| Сход \| Не финишировал \| \| НКВ \| Не прошёл квалификацию \| \| НПКВ \| Не прошёл предквалификацию \| \| ДСК \| Дисквалифицирован \| \| ИСК \| Исключён из протокола соревнований \| \| ТТ \| Заявлен для участия только в тренировках \| \| НС \| Участвовал в квалификации, но не стартовал в гонке \| \| Т \| Травмирован или болен \| \| ОТК \| Отказ от участия \| \| НТР \| Прибыл на соревнования, но на трассу не выезжал \| \| НПР \| Был заявлен в числе участников, но не прибыл к началу соревнований \| \| О \| Соревнования отменены \| \| \| Не участвовал \| \| Поул-позиция \| \| \| Быстрый круг \| \| |                                                                    |
| Пример | Описание                                                           |
| 1 | Победитель                                                         |
| 2 | Второе место                                                       |
| 3 | Третье место                                                       |
| 5 | Финишировал, заработав очки                                        |
| Сход | Не финишировал, но при этом заработал очки                         |
| 12 | Финишировал, не получив очков                                      |
| НКЛ | Финишировал, но не попал в финальную классификацию                 |
| 15 | Участвовал вне зачёта, либо по отдельной классификации             |
| 18 | Не финишировал, но попал в финальную классификацию                 |
| Сход | Не финишировал                                                     |
| НКВ | Не прошёл квалификацию                                             |
| НПКВ | Не прошёл предквалификацию                                         |
| ДСК | Дисквалифицирован                                                  |
| ИСК | Исключён из протокола соревнований                                 |
| ТТ | Заявлен для участия только в тренировках                           |
| НС | Участвовал в квалификации, но не стартовал в гонке                 |
| Т | Травмирован или болен                                              |
| ОТК | Отказ от участия                                                   |
| НТР | Прибыл на соревнования, но на трассу не выезжал                    |
| НПР | Был заявлен в числе участников, но не прибыл к началу соревнований |
| О | Соревнования отменены                                              |
| | Не участвовал                                                      |
| Поул-позиция |                                                                    |
| Быстрый круг |                                                                    |

| Сезон | Команда  | Шасси             | Двигатель | Ш | 1        | 2        | 3        | 4        | 5        | 6        | 7        | 8        | 9     | 10      | 11      | 12       | 13      | 14    | 15     | Место | Очки |
| ----- | -------- | ----------------- | --------- | - | -------- | -------- | -------- | -------- | -------- | -------- | -------- | -------- | ----- | ------- | ------- | -------- | ------- | ----- | ------ | ----- | ---- |
| 1971  | BRM      | BRM P153          | BRM       | F | ЮАР Сход | ИСП 10   | МОН НКВ  | НИД 7    | ФРА 10   | ВЕЛ 8    | ГЕР Сход |          |       |         |         |          |         |       |        | 15    | 5    |
| 1971  | BRM      | BRM P160          | BRM       | F |          |          |          |          |          |          |          | АВТ Сход | ИТА 5 | КАН НС  | США 4   |          |         |       |        | 15    | 5    |
| 1972  | BRM      | BRM P160          | BRM       | F | АРГ 9    | ЮАР НКЛ  | ИСП Сход |          | БЕЛ 8    | ФРА НС   | ВЕЛ      | ГЕР 4    | АВТ 6 | ИТА 11  | КАН 10  | США Сход |         |       |        | 12    | 4    |
| 1972  | BRM      | BRM P180          | BRM       | F |          |          |          | МОН Сход |          |          |          |          |       |         |         |          |         |       |        | 12    | 4    |
| 1973  | Williams | Iso Marlboro FX3B | Cosworth  | F | АРГ НКЛ  | БРА 7    | ЮАР 10   |          |          |          |          |          |       |         |         |          |         |       |        | 19    | 1    |
| 1973  | Williams | Iso Marlboro IR   | Cosworth  | F |          |          |          | ИСП Сход | БЕЛ Сход | МОН Сход | ШВЕ 11   | ФРА 14   | ВЕЛ 9 | НИД 9   | ГЕР НС  | АВТ НКЛ  | ИТА НКЛ | КАН 6 | США 12 | 19    | 1    |
| 1974  | March    | March 741         | Cosworth  | G | АРГ 8    |          |          |          |          |          |          |          |       |         |         |          |         |       |        | -     | 0    |
| 1974  | March    | March 741         | Cosworth  | F |          | БРА Сход | ЮАР      | ИСП      | БЕЛ      | МОН      | ШВЕ      | НИД      | ФРА   |         |         |          |         |       |        | -     | 0    |
| 1974  | Maki     | Maki F101         | Cosworth  | F |          |          |          |          |          |          |          |          |       | ВЕЛ НКВ | ГЕР НКВ | АВТ      | ИТА     | КАН   | США    | -     | 0    |